# J̣
La J con punto suscrito (Mayúscula: J̣ minúscula: j̣), es un grafema utilizado en ciertas romanización, incluida la de Idioma torwali. Su minúscula fue utilizada como símbolo en el Alfabeto fonético americanista. Esta es la letra J diacrítica con un punto suscrito.

## Codificación
La J con punto suscrito se puede representar con los siguientes caracteres unicode:
| forma     | representación | puntos de código | descripción                                 |
| --------- | -------------- | ---------------- | ------------------------------------------- |
| Mayúscula | J̣              | U+004A U+0323    | Letra mayúscula latina j con punto suscrito |
| minúscula | j̣              | U+006A U+0323    | letra minúscula latina j con punto suscrito |